# کاروی شاندور
کاروی شاندور (مجاری: Károly Sándor; ۲۶ نوامبر ۱۹۲۸ – ۱۰ سپتامبر ۲۰۱۴) بازیکن فوتبال اهل مجارستان بود.
از باشگاه‌هایی که در آن بازی کرده‌است می‌توان به باشگاه فوتبال ام‌تی‌کی بوداپست اشاره کرد.
وی همچنین در تیم ملی فوتبال مجارستان بازی کرده‌است.